# Harpă

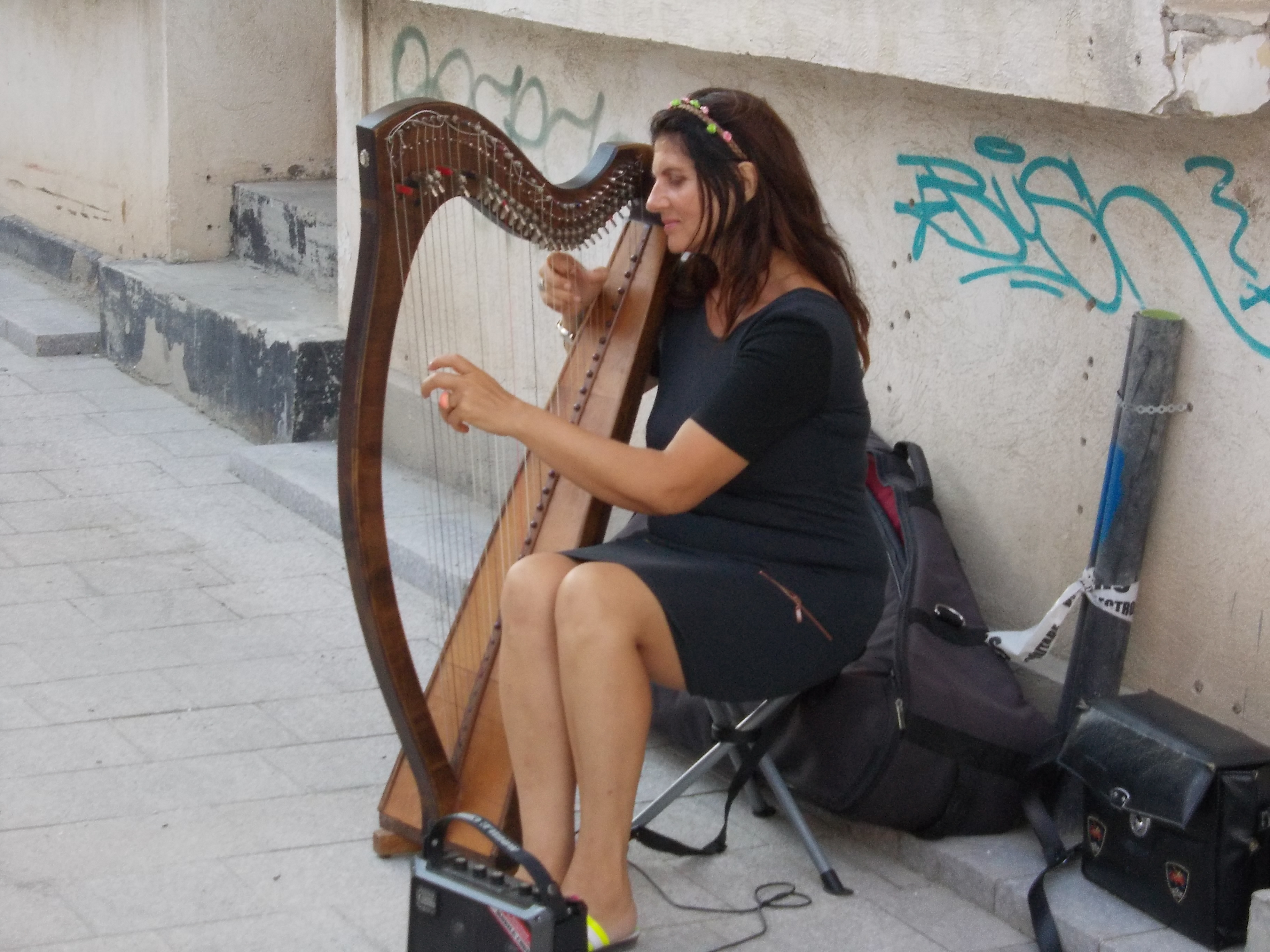
Femeie cu harpă în Constanţa, România

Harpa (pl. harpe, s.f.) este un tip de instrument muzical care are coarde întinse vertical și paralele cu una dintre laturile unui cadru triunghiular. Coardele au lungimi și acordaje diferite. Face parte din categoria instrumentelor cu coarde ciupite. Ciupirea coardelor e făcută cu degetele de la ambele mâini.
Lexemul harpă apare și cu alte nume: harfă (cf. germ. Harfe), arpă (cf. grecul, it., spaniolul și iudeo-spaniolul arpa, și turcul arp), arfă. 
Harpa este unul din cele mai vechi instrumente, ea fiind întâlnită la sumerieni și egipteni cu circa 3.000 ani î.Hr. De-a lungul timpului, harpa a suferit mai multe modificari de formă, cea actuală fiindu-i dată în 1801 de francezul Sebastien Erard.
În 1720 constructorul german G. Hochbrucher fixează cele șapte pedale ale harpei pentru a extinde tonurile accesibile instrumentului.
Harpa este un instrument diatonic (7 note per octava), nu cromatic (12 tonuri pe octava).
Harpa celtica este acordata deseori în Mi bemol major, pe cand cea moderna este acordata în do bemol major.
Diferite sisteme există pentru a extinde gama harfei sau a o reacorda:
- pedale (ridica toate corzile pedalei respective cu unul sau doua semitonuri)
- clapete, cârlige etc. (ridică tonul unei corzi cu un semiton)
- apăsarea corzii pe ramă (idee similară cu grifurile chitarei)
Harpele moderne au deseori 47 corzi. Coarda rosie reprezinta nota Do, iar cea neagra/albastra reprezinta nota Fa.